# NTU (программа ВМС США)

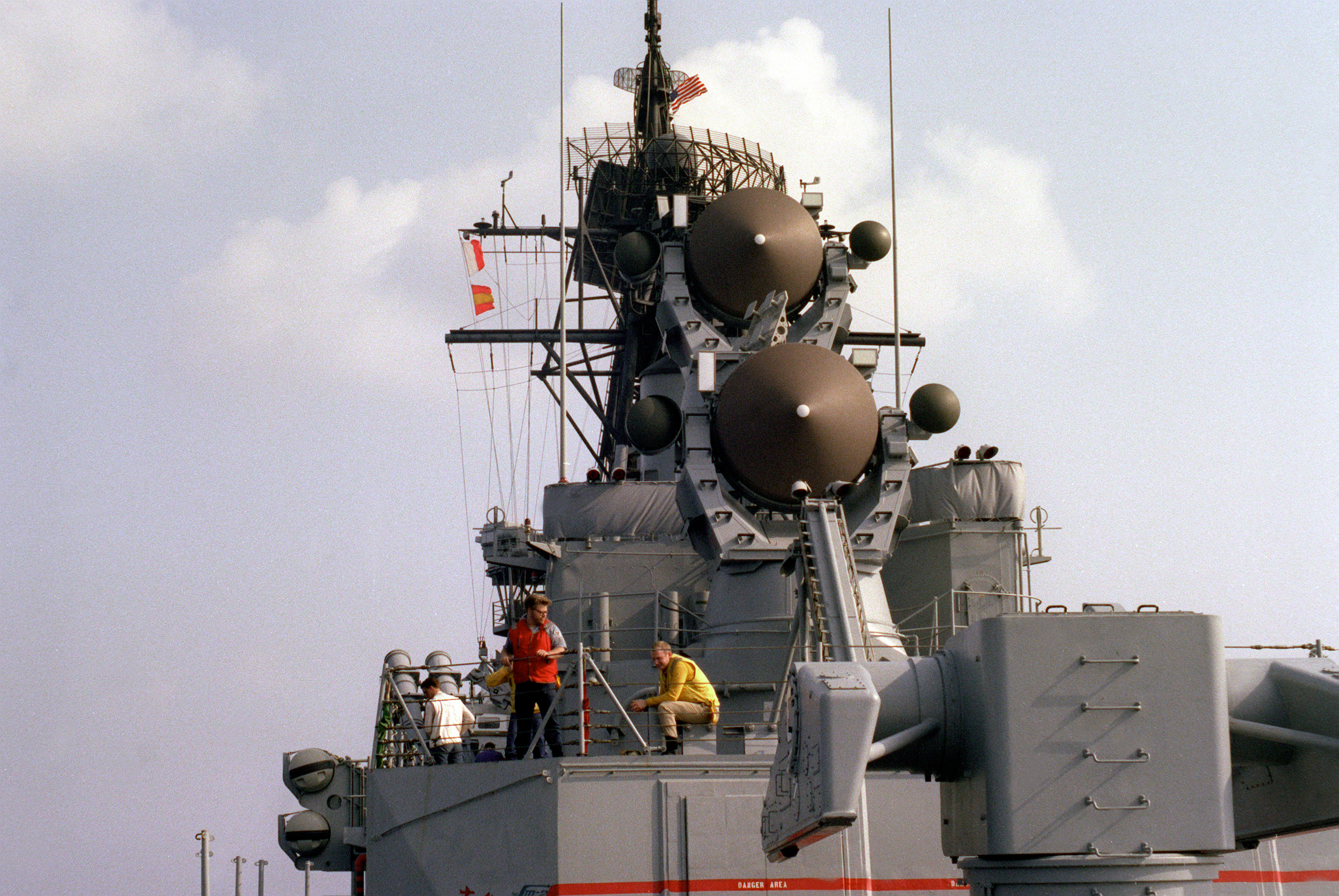
DDG-42 «Мэнэн», прошедший модернизацию по программе NTU в 1982 году

New Threat Upgrade (рус. Модернизация в связи с новой угрозой, NTU) — программа модернизации, направленная на улучшение системы ПВО кораблей с ЗРК «Терьер» и «Тартар».
Первым кораблём, прошедшим модернизацию был DDG-42 «Мэхэн». На этом корабле в октябре 1981 — марте 1985 года было установлено оборудование, позволявшее ЗРК «Терьер» стрелять новыми ракетами «Стандарт» SM-2 и улучшившее взаимодействие радаров и компьютерных систем. Система позволяла использовать радары подсветки цели в режиме разделения времени по типу БИУС «Иджис», увеличивая количество одновременно обстреливаемых целей. Некоторые источники отмечают, что в момент выпуска по некоторым параметрам (особенно в части пользовательского интерфейса) NTU превосходила «Иджис», уступая ей по количеству одновременно сопровождаемых и обстреливаемых целей. После окончания Холодной войны большинство кораблей NTU были быстро выведены из состава ВМС США из-за больших расходов на содержание по сравнению с более новыми кораблями. В результате в настоящее время в составе ВМС США нет ни одного корабля NTU.

## Процесс модернизации
Модернизация по программе NTU ракетных крейсеров типа «Леги» включала значительную реконструкцию внутреннего пространства корабля. Электронные системы были полностью демонтированы, например, радар дальнего обзора AN/SPS-40 был заменён на AN/SPS-49. Значительные затраты на модернизацию усугублялись тем, что вскоре после модернизации многие корабли были выведены из состава ВМС США. Например, крейсер CG-21 «Гридли» был модернизирован в 1991 году (стоимость модернизации составила 55 млн долл.), а в 1994 году выведен из состава флота.

## Конец холодной войны
Окончание холодной войны пришлось на время, когда многие корабли ВМС США прошли дорогостояющую модернизацию по программе NTU. Все эти корабли были списаны в строе не более 6 лет после окончания модернизации. CGN-39 «Техас» был списан в процессе модернизации.

## KDX-II
На вооружении ВМС Южной Кореи состоят эсминцы типа KDX-II, оснащённые БИУС NTU.

## Системы NTU
- AN/SPS-49(V)5 — двухкоординатный радар дальнего обзора
- AN/SPS-48E — трёхкоординатный радар обзора и сопровождения целей
- AN/SYS-2(V)1 — система автоматического обнаружения и сопровождения целей (Integrated Automatic Detection and Tracking System, IADTS)
- (A)CDS — (Advanced) Combat Direction System
- Mk 14 — Система управления оружием
- Системы управления оружием Mk 74 для ЗРК «Тартар»[2] и Mk 76 для ЗРК «Терьер» (радар AN/SPG-55B для ЗРК и AN/SPG-51 ЗРК «Тартар»)
- AN/SYR-1 Communications Tracking Set[3], для связи с ракетами SM-2
- Пусковые установки Mk 10, Mk 13 и Mk 26[4].
- RESS — Radar Environmental Simulator System

## Установка на кораблях
- Ракетные крейсера типа «Белкнап»[5]
- Ракетные крейсера типа «Калифорния»
- Эскадренные миноносцы типа «Чарльз Ф. Адамс» — модернизация отменена[6]
- Эскадренные миноносцы типа «Кунц» — модернизация отменена, модернизирован только Mahan (DDG-42) в 1982 году[7]
- Эскадренные миноносцы типа «Кидд»[8]
- Ракетные крейсера типа «Леги»
- Ракетные крейсера типа «Вирджиния»
- Эскадренные миноносцы типа «Чхунмугон Ли Сунсин» (KDX-II)